# More Songs of the Ungrateful Living
More Songs of the Ungrateful Living ist die zweite EP des US-amerikanischen Rappers und Sängers Everlast. Es wurde am 7. August 2012 über Heavywhite, Inc. und Martyr Inc. veröffentlicht.

## Cover
Das gesamte Cover ist grün-schwarz und ähnelt dem Cover von Songs of the Ungrateful Living, dem sechsten Studioalbum von Everlast. In der Mitte sieht man einen Totenkopf, auf dem ein Borkenkäfer krabbelt. Umgeben ist der Totenkopf von Gebüsch, oben steht „EVERLAST“, während unten „MORE SONGS OF THE UNGRATEFUL LIVING“ zu lesen ist, beides in schwarzer Farbe.

## Titelliste
| #  | Titel                            | Länge |
| -- | -------------------------------- | ----- |
| 1. | What It’s Like (Acoustic)        | 4:58  |
| 2. | Saving Grace (Acoustic)          | 2:45  |
| 3. | White Trash Beautiful (Acoustic) | 3:51  |
| 4. | Everyone Respects the Gun        | 2:59  |
| 5. | Final Trumpet                    | 2:28  |
| 6. | Black Coffee (Acoustic)          | 3:26  |
| 7. | Long Time (Acoustic)             | 3:17  |